# Nombre de Hedström
Le nombre de Hedström {\displaystyle (He)} est un nombre sans dimension utilisé en rhéologie pour traiter l'écoulement des fluides non newtoniens, dit fluide de Bingham. Il sert à caractériser le type d'écoulement (laminaire ou turbulent) pour les fluides qui suivent la loi de Bingham,.
Ce nombre porte le nom de Bengt Olof Arvid Hedström, chimiste suédois.
On le définit de la manière suivante :
{\displaystyle He={\frac {\tau _{y}{L_{c}}^{2}\rho }{{\mu _{p}}^{2}}}=Bm\,Re}
avec :
- τy - contrainte de cisaillement ;
- Lc - longueur caractéristique ;
- μp - viscosité dynamique ;
- ρ - masse volumique ;
- Bm - nombre de Bingham ;
- Re - nombre de Reynolds.

Ce nombre est utilisé pour déterminer le nombre de Reynolds critique qui indique le passage d'un flux laminaire à un flux turbulent.